# Brandon McDonald (bóng đá)
Brandon McDonald (sinh ngày 16 tháng 1 năm 1986 tại Glendale, Arizona) là một cầu thủ bóng đá người Mỹ-Guam đang chơi cho câu lạc bộ Hà Nội FC, một đội bóng chuyên nghiệp đang thi đấu tại V-League.

## Sự nghiệp câu lạc bộ

### Nghiệp dư và đại học
McDonald được Hiệp hội Huấn luyện viên Bóng đá Quốc gia Hoa Kỳ khen thưởng khi đang chơi cho trường Cactus và đã tham dự giải thể thao sinh viên Mỹ. Thêm vào đó, anh còn là thành viên của đội tuyển U17 Mỹ. Trước khi chuyển đến trường đại học San Francisco năm 2004, McDonald đã chơi tại câu lạc bộ trẻ Sereno Golden Eagles với Michael Gavin, Rob Valentino và người đồng đội tại Real Salt Lake là Robbie Findley. McDonald đã chơi hơn 50 trận cho the Dons, là sinh viên năm nhất ghi nhiều bàn thắng thứ 2 cho đội bóng. Anh cũng chia sẻ Giải thưởng Stephen Negoesco cho thành tích đã đạt được với một học sinh lớp dưới năm 2004.
Trong những năm tháng ở đại học, McDonald cũng đã chơi cho cả San Francisco Seals và San Jose Frogs tại giải hạng nhì của USL.

## Sự nghiệp câu lạc bộ chuyên nghiệp

### Los Angeles
McDonald là sự lựa chọn thứ 46 tại MLS SuperDraft năm 2008 bởi Los Angeles Galaxy, và đã có trận đấu ra mắt MLS từ ghế dự bị trong trận đấu đầu tiên của LA Galaxy mùa 2008 với đối thủ Colorado Rapids vào ngày 29 tháng 3 năm 2008. Anh ghi bàn thắng đầu tiên tại MLS vào ngày 12 tháng 10 năm 2008, với một cú đá uy lực ở khoảng cách 32 mét (số áo anh khi ấy cũng là 32), cũng với đối thủ Colorado.

### San Jose Earthquakes
Sau một mùa giải ở Carson, McDonald chuyển tới San Jose, nơi mà Earthquakes cuối cùng cũng cho anh cơ hội để chơi thường xuyên. McDonald đã tận dụng tối đa cơ hội, xuất phát ở 28 trận trong năm 2010, giúp đội bóng đến từ phía bắc California vào đến Eastern Conference Finals. Bất kể thành công của đội bóng, việc San Jose Earthquakes cải thiện chiều sâu dọc theo tuyến sau đã mang đến thời gian chơi bóng khó khăn vào năm 2011, và với nhu cầu của mình, "Quakes" bắt đầu tìm đến những bản hợp đồng cho những hậu vệ tài năng khác.

### D.C United
Ngày 27 tháng 6 năm 2011, McDonald được bán cho D.C United từ San Jose theo một số tiền. Anh ký vào bản hợp đồng bổ sung với D.C vào ngày 23 tháng 8 năm 2011. Những kỳ hạn của bản hợp đồng mới không được tiết lộ.

### Real Salt Lake
McDonald chuyển đến Real Salt Lake vào ngày 17 tháng 6 năm 2013 trong một cuộc trao đổi ở MLS SuperDraft năm 2014 và lựa chọn có điều kiện trong MLS SuperDraft năm 2015. Anh ra sân 3 trận cho đội bóng trước khi được đưa vào danh sách tái nhập của RSL nhưng không được chọn.

### Ljungskile SK, Chainat Hornbill FC, Rovers FC (đảo Guam)
Anh chơi cho Ljungskile SK trong năm 2014. Vào tháng 7 năm 2015, McDonald được Chainat Hornbill ký hợp đồng cho giai đoạn lượt về của Thai League 1 năm 2015 Trước khi chuyển về quê nhà đầu quân cho Rovers FC năm 2016.

### Penang FA
Tháng 6 năm 2017, McDonald ký hợp đồng với đội bóng đến từ Đông Nam Á là Penang FA, một đội bóng đang chơi tại giải đấu cao nhất của bóng đá Malaysia, Malaysia Super League. McDonald đánh dấu trận đấu đầu tiên trong màu áo mới trong cuộc so tài với Johor Darul Ta'zim F.C

### Hà Nội FC
Cuối tháng 1 năm 2019, McDonald gia nhập Hà Nội FC với tư cách là ngoại binh thứ 4 để tham dự AFC Champions League

## Sự nghiệp quốc tế
McDonald có gốc rễ của người cha là Guam. Ngày 22 tháng 12 năm 2009, McDonald lần đầu được gọi lên đội tuyển Mỹ tập luyện cùng các đàn anh. Vào tháng 7 năm 2014, McDonald lần đầu được gọi lên tập trung cùng đội tuyển Guam để chuẩn bị cho EAFF Cup nhưng vì những xung đột trong lịch trình mà anh đã không thể góp mặt.

### Bàn thắng quốc tế
Danh sách bàn thắng và kết quả trong màu áo Guam
| # | Ngày                     | Địa điểm                                                  | Đối thủ | Ghi bàn | Kết quả | Giải đấu                 | Chú thích |
| - | ------------------------ | --------------------------------------------------------- | ------- | ------- | ------- | ------------------------ | --------- |
| 1 | Ngày 16 tháng 6 năm 2015 | Sân vận động bóng đá quốc gia đảo Guam, Hagatna, đảo Guam | Ấn Độ   | 2-1     | 2-1     | Vòng loại FIFA World Cup | [ 7 ]     |

## Cuộc sống cá nhân
Chị của anh là Jessica McDonald cũng là một cầu thủ bóng đá chuyên nghiệp.